# ISO 3166-2:GP
Die zur Kennzeichnung geografischer Einheiten dienende Liste der ISO 3166-2-Codes für  Guadeloupe enthält ausschließlich den Code für  Guadeloupe. Es existieren keine weiteren Unterteilungen.

Dieser Code besteht nur aus einem Teil. Dieser gibt den Code gemäß ISO 3166-1 (für  Guadeloupe GP) wieder.
Die aktuellen Codes stehen auf der Seite der ISO unter #iso:code:3166:GP zur Verfügung.

Guadeloupe ist auch unter dem Code FR-971 in der ISO 3166-2:FR für Frankreich aufgenommen.